# بروس بولت
بروس بولت (بالإنجليزية: Bruce Bolt)‏ هو عالم زلازل ‏ أمريكي، ولد في 15 فبراير 1930 في Largs, New South Wales ‏ في أستراليا، وتوفي في 21 يوليو 2005 في Kaiser Permanente Medical Center (San Leandro, California) ‏ في الولايات المتحدة بسبب سرطان البنكرياس.